# El Naranjo, General Heliodoro Castillo
El Naranjo är en ort i Mexiko.   Den ligger i kommunen General Heliodoro Castillo och delstaten Guerrero, i den södra delen av landet, 220 km söder om huvudstaden Mexico City. El Naranjo ligger 1 804 meter över havet och antalet invånare är 262.
Terrängen runt El Naranjo är kuperad åt sydväst, men åt nordost är den bergig. Terrängen runt El Naranjo sluttar norrut. Runt El Naranjo är det ganska glesbefolkat, med 21 invånare per kvadratkilometer. Närmaste större samhälle är Tlacotepec, 17,0 km norr om El Naranjo. I omgivningarna runt El Naranjo växer huvudsakligen savannskog.